# Marcos Daniel
Marcos Diniz Daniel (ur. 4 lipca 1978 w Passo Fundo) – brazylijski tenisista, reprezentant w Pucharze Davisa, olimpijczyk z Pekinu (2008).

## Kariera tenisowa
W gronie profesjonalistów startował od 1997 do 2011 roku. W swojej karierze wygrał 14 turniejów kategorii ATP Challenger Tour w grze pojedynczej i 7 w grze podwójnej.
Największym osiągnięciem Brazylijczyka w turniejach rangi ATP World Tour był awans do półfinału rozgrywek w Gstaad z sezonu 2009, gdzie został pokonany przez Niemca Andreasa Becka.
W latach 2004–2011 Daniel reprezentował Brazylię w Pucharze Davisa. Rozegrał przez ten okres dla zespołu 7 meczów; w singlu wygrał 4 pojedynki i 2 przegrał, natomiast w deblu ma na koncie 1 wygrane spotkanie.
W 2008 roku wystąpił na igrzyskach olimpijskich w Pekinie, odpadając z rywalizacji singlowej w I rundzie po porażce z Jürgenem Melzerem.
W rankingu gry pojedynczej Daniel najwyżej był na 56. miejscu (14 sierpnia 2009), a w klasyfikacji gry podwójnej na 102. pozycji (5 grudnia 2005).

### Zwycięstwa w turniejach ATP Challenger Tour w grze pojedynczej
| Nr  | Rok  | Turniej   | Nawierzchnia | Przeciwnik w finale  | Wynik finału     |
| 1.  | 2003 | Gramado   | Twarda       | José de Armas        | 7:5, 7:5         |
| 2.  | 2005 | Bogota    | Ceglana      | Jean-Julien Rojer    | 6:4, 6:4         |
| 3.  | 2005 | Bogota    | Ceglana      | Daniel Köllerer      | 6:2, 6:3         |
| 4.  | 2005 | Guayaquil | Ceglana      | Flávio Saretta       | 6:2, 1:6, 6:0    |
| 5.  | 2007 | Bogota    | Ceglana      | Santiago Giraldo     | 7:6(3), 6:4      |
| 6.  | 2008 | Bogota    | Ceglana      | Iván Navarro         | 6:3, 1:6, 6:3    |
| 7.  | 2008 | Cali      | Ceglana      | Leonardo Mayer       | 6:2, krecz       |
| 8.  | 2008 | Bogota    | Ceglana      | Horacio Zeballos     | 6:4, 4:6, 6:4    |
| 9.  | 2009 | Marrakesz | Ceglana      | Al-Amin Wahhab       | 4:6, 7:5, 6:2    |
| 10. | 2009 | Zagrzeb   | Ceglana      | Olivier Rochus       | 6:3, 6:4         |
| 11. | 2009 | Bogota    | Ceglana      | Horacio Zeballos     | 4:6, 7:6(5), 6:4 |
| 12. | 2010 | Blumenau  | Ceglana      | Bastian Knittel      | 7:5, 6:7(5), 6:4 |
| 13. | 2010 | São Paulo | Ceglana      | Thomaz Bellucci      | 6:1, 3:6, 6:3    |
| 14. | 2010 | Medellín  | Ceglana      | Juan Sebastián Cabal | 6:3, 7:5         |